# Kamionka (rejon stołpecki)
Kamionka (biał. Каменка, Kamienka; ros. Каменка, Kamienka) – wieś na Białorusi, w obwodzie mińskim, w rejonie stołpeckim, w sielsowiecie Naliboki.
Współcześnie w skład miejscowości wchodzi także dawny zaścianek Maczulin.

## Warunki naturalne
Kamionka położona jest na obrzeżach Puszczy Nalibockiej i w pobliżu Nalibockiego Rezerwatu Krajobrazowego.

## Historia
W dwudziestoleciu międzywojennym Kamionka i Maczulin leżały w Polsce, w województwie nowogródzkim, w powiecie stołpeckim, w gminie Naliboki. W 1921 Kamionka liczyła 171 mieszkańców, zamieszkałych w 28 budynkach, wyłącznie Polaków. 163 mieszkańców było wyznania rzymskokatolickiego i 8 prawosławnego. Maczulin liczył zaś 28 mieszkańców, zamieszkałych w 6 budynkach, w tym 25 Polaków i 3 Białorusinów. Wszyscy mieszkańcy byli wyznania rzymskokatolickiego.
W czasie II wojny światowej 6 mieszkańców Kamionki dołączyło do Zgrupowania Stołpeckiego Armii Krajowej.
Po II wojnie światowej w granicach Związku Sowieckiego. Od 1991 w niepodległej Białorusi.